# Shan Jixiang
Shan Jixiang, en chino 单霁翔 (Jiangsu, julio de 1954) es un político, erudito y arquitecto chino, que fue Decano de la Academia Gugong del Museo del Palacio. Fue curador del museo de la Ciudad Prohibida entre 2012 y 2019 y anteriormente fue director de la Administración Nacional del Patrimonio Cultural.
Shan fue miembro de los Comités Nacionales 10, 11 y 12 de la Conferencia Consultiva Política del Pueblo Chino (CPPCC), presidente de la Sociedad de Antigüedades Culturales de China y vicepresidente de la Sociedad de Arquitectura de China.

## Biografía
Shan nació en el condado de Jiangning, Jiangsu, en julio de 1954. Se graduó de la Universidad de Tsinghua, donde estudió planificación y diseño urbanos con Wu Liangyong. Shan comenzó su investigación sobre la conservación y planificación de ciudades históricas y áreas de patrimonio cultural mientras estudiaba en Japón de 1980 a 1984.
Shan comenzó a trabajar en enero de 1971 y se unió al Partido Comunista de China en junio de 1985. Fue subdirector de la Administración Municipal de Planificación urbana de Beijing desde enero de 1992 hasta mayo de 1994, director y secretario de la Sección del Partido en la Administración Municipal de Patrimonio Cultural de Beijing desde mayo de 1994 hasta agosto de 1997. Fue jefe del partido del distrito de Fangshan en agosto de 1997 y ocupó ese cargo hasta enero de 2000. Se convirtió en Secretario del Partido y director de la Comisión de Planificación Municipal de Beijing en enero de 2001, y hasta agosto de 2002. En agosto de 2002 fue ascendido a director de la Administración Nacional del Patrimonio Cultural y miembro del Grupo de Partido del Ministerio de Cultura. En enero de 2012 fue nombrado comisario del Museo del Palacio, en sustitución de Zheng Xinmiao.
En diciembre de 2018 fue contratado como profesor titular de la Universidad del Sureste.
Según un anuncio público del Museo del Palacio, Shan Jixiang se jubiló el 8 de abril de 2019, sucedido por el director de la Academia de Investigación de Dunhuang, Wang Xudong.

## Publicaciones seleccionadas
- Secure Palace Museum – Thoughts and Practice: Collected Works of the Renchen Year. Beijing: Palace Museum Publishing House. 2013.
- 2012 Patrimonio cultural - Pensamientos y práctica, Prensa de la Universidad de Tianjin.
- 2011 "Gallery Space" a "Boundless Universe": contemplando el museo en un sentido más amplio, Universidad de Tianjin
- 2010 Conservación de la "raíz" y el "alma" de la cultura urbana: la exploración y la práctica sobre la conservación del patrimonio cultural de China, Science Press, Beijing
- 2007 De "ciudad funcional" a "ciudad cultural", Universidad de Tianjin
- 2006 Desarrollo urbano y preservación del patrimonio cultural, Universidad de Tianjin